# Dorysthenes igai
Dorysthenes igai är en skalbaggsart som först beskrevs av Masaki Matsushita 1941.  Dorysthenes igai ingår i släktet Dorysthenes och familjen långhorningar.
Artens utbredningsområde är Taiwan. Inga underarter finns listade i Catalogue of Life.